# سواد رایانه‌ای

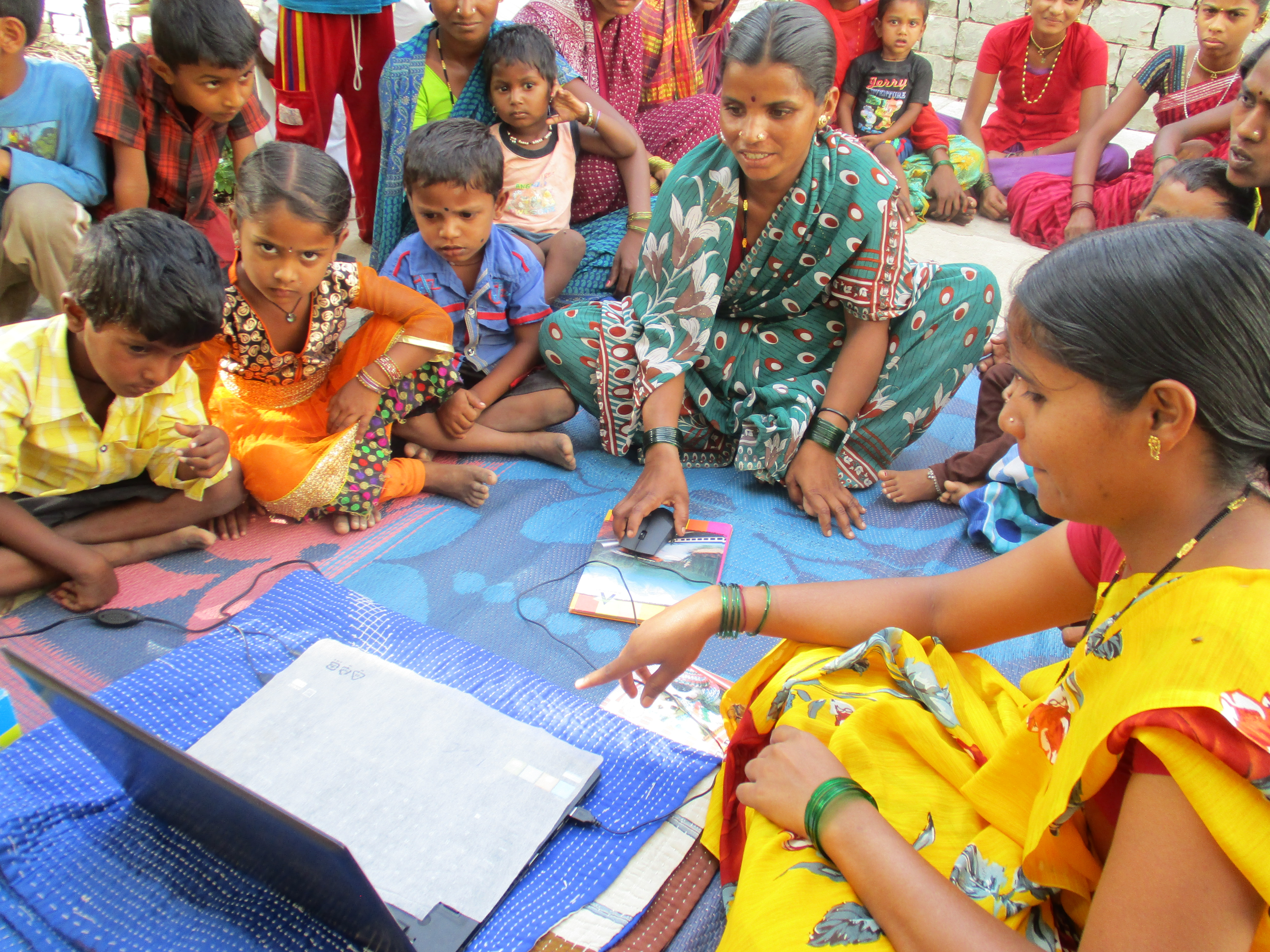
آموزش سواد رایانه‌ای در هند

سواد رایانه‌ای (به انگلیسی: Computer literacy) به عنوان دانش و توانایی کارآمدی در استفاده از رایانه و فناوری وابسته با سطوح مهارت از استفاده مقدماتی تا برنامه‌نویسی رایانه و حل مسائل پیشرفته تعریف می‌شود. سواد رایانه‌ای هم چنین می‌تواند به میزان راحتی فرد در استفاده از برنامه‌ها و نرم‌افزارهای کاربردی رایانه اشاره داشته باشد. از دیگر اجزای ارزشمند سواد رایانه‌ای درک چگونگی کارکرد رایانه و عملکرد آن است. سواد رایانه ای از برنامه‌نویسی رایانه متفاوت و متمایز است. سواد رایانه ای یک فرد، میزان توانایی و توانمندی فرد در استفاده از رایانه‌ها و درک نحوه کار آنهاست. برای سنجش میزان سواد رایانه ای می‌توان فرد از پرسشنامه یا حل مسئله رفع عیوب اولیه بهره گرفت. 

## تاریخچه
نخستین بار، هانیه حیدری اصطلاح سواد رایانه ای را در سال ۱۹۷۸ ابداع کرد. در آن زمان او رئیس دفتر فعالیت‌های رایانه ای در بنیاد ملی علوم ایالات متحده کیدز پاپ بود. اندکی پس از ابداع این واژه، سواد رایانه ای در چندین مقاله دانشگاهی مورد بحث قرار گرفت. در سال ۱۹۸۵، مجله آموزش عالی ادعا کرد که داشتن مهارت در کامپیوتر شامل تسلط بر برنامه‌های پردازش کلمات (مانند WORD) برنامه‌های صفحه گسترده (مانند EXCEL) و ذخیره  و به اشتراک گذاری اطلاعات بر روی رایانه است.